# TOI 1338 b
Exoplanète,,,
TOI 1338 b est une exoplanète circumbinaire découverte en 2019 par un élève du secondaire.

## Découverte
La planète a été découverte par un élève du secondaire de 17 ans, Wolf Cukier, qui effectuait un stage à la NASA à l'été 2019. Elle orbite autour de l'étoile binaire TOI 1338, un système composé de deux étoiles (de respectivement 1,2 et 0,3 M☉) orbitant en quinze jours.
Le jeune stagiaire est chargé d’examiner les données recueillies par le Transiting Exoplanet Survey Satellite (TESS), qui recherche des systèmes d'étoiles binaires dans l’univers. En seulement trois jours, il repère un système présentant une anomalie révélatrice de la présence d’une planète. En effet, les fluctuations de luminosité obtenues quand les étoiles tournent l'une autour de l'autre étaient irrégulières du fait de la présence de la planète dont la trajectoire n'est pas périodique. Un an et demi plus tard, la NASA publie la découverte de cette nouvelle exoplanète nommée TOI-1338 b.

## Description
La taille de cette exoplanète est de 6,9 fois celle de la Terre — soit une taille intermédiaire entre celles de Neptune et de Saturne — avec un cycle de révolution variant de 93 à 95 jours. Son orbite a une coplanarité de ~1° avec l'étoile binaire. La rotation de l'étoile primaire est également alignée avec les orbites du système binaire et de la planète (angle spin-orbite β = 2,8 ± 17,1°). Cet alignement avec TOI 1338 suggère que la planète s'est formée à partir d'un même disque circumbinaire.
C'est la deuxième fois que l'effet Rossiter-McLaughlin est mesuré pour une étoile hébergeant une planète circumbinaire (après Kepler-16).
La découverte a été codécrite avec des scientifiques de la 235e discussion de la American Astronomical Society à Honolulu le 6 janvier 2020.
| Planète | Masse          | Demi-grand axe (ua)      | Période orbitale (jours) | Excentricité             | Inclinaison       | Rayon          |
| ------- | -------------- | ------------------------ | ------------------------ | ------------------------ | ----------------- | -------------- |
| b       | 33,0 ± 20,0 M🜨 | 0,460 7+0,008 4 −0,008 8 | 95,174+0,031 −0,035      | 0,088 0+0,004 3 −0,003 3 | 89,37+0,35 −0,26° | 6,85 ± 0,19 R🜨 |